# Библия на Лутер
Библията на Лутер (на немски: Lutherbibel) е първият превод на текста на Светото писание на немски език извършен въз основа на Textus Receptus. Това се случва през първото столетие на 16 век. В превода на Лутер много му помага Филип Меланхтон.
През 15 век в Свещената Римска империя се появяват различни немски преводи на Библията, но техния език е архаичен и те не стават популярни. През 1522 г. Мартин Лутер публикува немския превод на Новия завет, т.нар. „Септемврийски завет“, а през 1534 г. Ханс Луфт отпечатва във Витенберг пълното немскоезично издание на Библията от Лутер.
През 1521 г. съветът във Вормс, на който присъства и император Карл V, осъжда Мартин Лутер въпреки блестящата му защита на 95-те тезиса. Реформаторът е отвлечен и заточен в кулата на крепостта Вартбург, където в затворническата килия, се ражда съвременния немски превод на Библията. От ноември 1521 до март 1522 г., използвайки само гръцко-латинския паралел на Еразъм Ротердамски (издаден 1516 г. или второто му ревизирано издание от 1519 г.), Лутер превежда целия нов завет. След продължителна преработка, при завръщането му във Витенберг, изданието излиза от печат анонимно на 21 септември 1522 г. Години по-късно този превод ще бъде наречен Септемврийската Библия (на немски: Septembertestament) – първото новопреводно издание на говорим език, направено директно от древногръцкия оригинал на новия завет. Второ издание на Лутеровия превод, с множество корекции, излиза през декември същата година.
През 1523 г. Лутер издава немско издание на Петокнижието, базирано на превод от масоретския оригинал, публикуван през 1494 г. от Албертаний Брески. Петокнижието е публикувано като фолио с 11 гравюри в печатницата на Мелкиор и Майкъл Лотер във Витенберг и е първата съвременна версия на Стария завет на говорим език. За да усъвършенства превода от еврейски, Лутер използва Септуагинтата и Вулгата заедно с преводаческите бележки на Николас Лира. За да завърши книгата Левит, заколва няколко овце и дълго спори с местния месар за немските имена на телесните им части.
Псалмите в превод на Лутер излизат от печат през 1524 г., а цялата Библия на говорим немски е готова около 1530 г. В процеса на работа Лутер открива библейска колегия с членове Меленктон (старогръцки), Бугенхаген (латински), Крукигер (еврейски), Юстий Йонас и Аврогалий. Колегията се събира веднъж седмично няколко часа преди вечеря, за да обсъжда превода на Библията. Присъства и Георг Рьоре, първият свещеник, ръкоположен от Лутер, който става официален коректор на текста. В процеса на работа са консултирани многократно еврейски равини. Понякога отнема дни на колегията да преведе няколко реда от книгата на Йов, а друг път седмици са прекарани в търсене на значението на някоя непозната дума. Лутер сам пише в своята кореспонденция, че е твърде трудно и почти невъзможно да накараш Йов и пророците да говорят на варварския немски език.
След упорит труд, през 1534 г., цялата Библия заедно с апокрифите е издадена на говорим немски език, а в 1545 г. и второ под заглавието (на немски: Biblia Deudsch). Междувременно Новият завет излиза от печат в 16 – 17 различни редакции и над 50 фотокопийни издания. До смъртта си през 1546 г. Лутер подготвя общо 5 оригинални ревизирани издания на цялата немска Библия, а през 1546 г. излиза ревизия, направена от приятеля му Рьорер с класическата корекция на І Коринтяни 13:8 – от „Die Liebe höret nimmer auf“ („Любовта никога не отпада“) на „Die Liebe wird nicht müde“ („Любовта не ще се умори“). През 1568 г. в Хайделберг излиза нова ревизия на Лутеровата Библия, която включва Тримата свидетели от І Йоан 5:7, Ездра 3 – 4 и някои други редакционни промени. Лутер целенасочено пропуска Тримата свидетели до последна ревизия, в която участва нарочно, опонирайки Еразъм Ротердамски, и посвоему проявява текстови критицизъм към неговия Текстус Рецептус. Въпреки наложените ревизионни рестрикции в Саксония са отпечатани не по-малко от 10 – 11 различни издания на Лутеровата Библия. Официални ревизии са издадени от Фредерик вон Маер (1772 – 1849 г.) и д-р Рудолф Стиер (1800 – 1862 г.).